# Upside Down Magic
Upside-Down Magic es una película original de Disney Channel estadounidense que se estrenó en Disney Channel el 31 de julio de 2020. La película es una adaptación de la serie de libros de fantasía del mismo nombre de Sarah Mlynowski, Lauren Myracle y Emily Jenkins. Está protagonizada por Izabela Rose y Siena Agudong.
En la noche de su estreno tuvo un promedio de 1.3 millones de espectadores.

## Argumento
Las mejores amigas Elinor «Nory» Boxwood-Horace y Reina Carvajal se inscriben en Sage Academy y muestran sus habilidades a los maestros para que puedan ser colocadas en una clase de magia. Mientras Reina se coloca en la clase Flare, Nory se coloca en el programa Upside-Down Magic por la directora Knightslinger, que está dirigido por Budd Skriff. En este programa hay estudiantes que tienen habilidades imperfectas, ya que la directora Knightslinger los considera objetivos fáciles de la magia de las sombras, una fuerza maligna que usa la magia de una persona contra todos los demás mediante la posesión. 
Mientras Nory y sus compañeros de estudios planean perfeccionar sus habilidades, la directora Knightslinger no sabe que Shadow Magic tiene formas de apuntar a los estudiantes más inverosímiles. Reina descubre un libro sobre Shadow Magic y, sin saber la leyenda de Shadow Magic que les enseñaron a Nory y a los otros UDM, lleva el libro a la forma y encuentra una página sobre el fortalecimiento de las habilidades mágicas. Reina lee la página porque estaba siendo menospreciada por un compañero de estudios de Flare con poderes mayores que los de ella. Al día siguiente, Reina se prepara para el Día de los Fundadores, donde Reina compite contra el compañero Flare que tiene poderes más fuertes. 
Los poderes de Reina son inusualmente fuertes y ella puede representar a los Flares. Nory intenta derrotar a la competencia convirtiéndose en un gatito, pero en cambio se convierte en un híbrido tipo pájaro. Reina usa el movimiento Flare favorito de Nory, pero casi quema a Nory porque los poderes de Reina se han fortalecido inusualmente. Reina conoce a Chara, una compañera de Flare que confía en las habilidades de Reina. El libro de Shadow Magic comienza a aparecer después de donde va Reina, y Reina le dice a Chara que se lleve el libro con ella. Chara lo toma pero reaparece en la habitación de Reina. Chara revela ser una encarnación de Shadow Magic en forma humana al día siguiente cuando los otros Flares no pueden ver con quién está hablando Reina. Chara reprende a Reina y la posee. 
En el Día de los Fundadores, Reina sube para representar a las Bengalas y usa un complicado truco de Flare y se convierte en un ser parecido a una sombra que amenaza con destruir toda la escuela. Finalmente, son los UDM los que pueden rescatar a Reina y devolverla a la normalidad.

## Reparto
- Izabela Rose como Elinor «Nory» Boxwood-Horace, una Fluxer anormal de 13 años que puede transformarse en animales híbridos inusuales como un Dritten.
- Siena Agudong como Reina Carvajal, la mejor amiga de Nory y estudiante de Flare que puede manipular el fuego.
- Kyle Howard como Budd Skriff, el maestro de la escuela Upside Down Magic y jardinero que luego se revela como un Fuzzy anormal que solo puede comunicarse con los animales cantando.
- Elie Samouhi como  Elliot Cohen, un Flare anormal que puede hacer humo en lugar de fuego.
- Alison Fernandez como Pepper Paloma, una Flicker anormal que puede alejar las cosas de ella.
- Max Torina como Andrés Padillo, un volador anormal que puede volar a alturas cada vez más altas y tiene problemas para volver a bajar.
- Vicki Lewis como Linda Knightslinger, directora de Sage Academy.
- Yasmeen Fletcher como Chandra, una manifestación de Shadow Magic que solo puede ser vista por Reina.
- Callum Seagram Airlie como Phillip, estudiante de la clase Flare.
- Cynthia Kaye McWilliams como la profesora Argon, profesora de la clase Flare.
- Elaine Kao como la profesora Han, la profesora de la clase Fluxer.
- Amitai Marmorstein como el profesor Lewis, el profesor de la clase Flicker.

## Producción
Disney Channel adquirió la serie de libros en 2015. La producción comenzó en agosto de 2019 con el anuncio del elenco. Joe Nussbaum dirigió y fue productor ejecutivo de la película, con Suzanne Farwell y Susan Cartsonis también como productoras ejecutivas; Nick Pustay y Josh Cagan trabajaron en la teleplay.
El rodaje tuvo lugar en la isla de Vancouver. La escuela Shawnigan Lake se usó como escenario para Sage Academy, y los estudiantes se usaron como extras.

## Lanzamiento
Upside Down Magic se estrenó en Disney Channel el 31 de julio de 2020. En Australia se estrenó por Disney+ el pasado 14 de agosto de 2020. En Reino Unido debido al cierre de Disney Channel UK se estrenó directamente en Disney+ el 2 de octubre de 2020.  En España la película se estrena en Disney Channel el 31 de octubre de 2020.
En Latinoamérica se estrenó en Disney Chanel Latinoamérica el 5 de marzo de 2021, pero se había estrenado sin aviso previo en Disney+ el 17 de noviembre de 2020.